# BornholmerFærgen

Logo von BornholmerFærgen

Fährlinien der BornholmerFærgen

Als BornholmerFærgen wurden die Fährverbindungen zur dänischen Insel Bornholm in der Ostsee von der dänischen Reederei Danske Færger vermarktet. Danske Færger bediente die Strecken bis zum 31. August 2018. 

## Geschichte

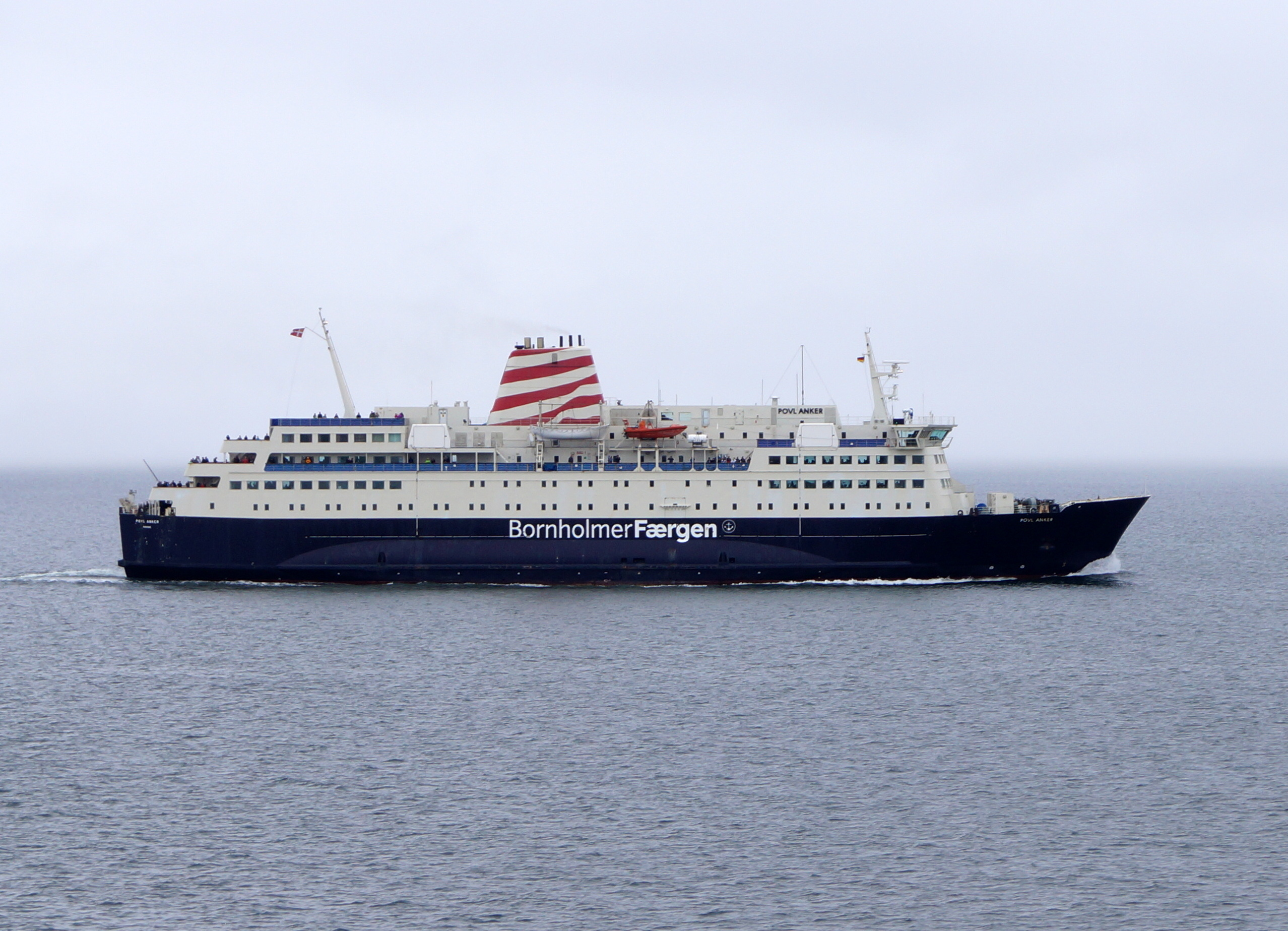
BornholmerFærgen-Fährschiff Povl Anker

Die Bornholmer Reederei wurde im Jahr 1866 als Dampskibsselskabet på Bornholm af 1866 (Dampfschifffahrtsgesellschaft Bornholms von 1866) gegründet. Den Namen Bornholmer Færgen bekam sie im Jahr 1973, als der dänische Staat die bis dahin private Aktiengesellschaft übernahm. Vom 1. Mai 2005 bis zum 30. September 2010 hieß das Verkehrsunternehmen offiziell Aktiengesellschaft Bornholmstrafikken A/S und beinhaltete auch den Linienbusverkehr auf der Insel.
Ab November 2007 organisierte Bornholmstrafikken als 50%iger Teilhaber der Nordic Ferry Services A/S (die andere Hälfte gehörte der dänischen Clipper Group A/S) den Betrieb mehrerer ehemals zu Scandlines gehörender innerdänischer Fährlinien. Nordic Ferry Services A/S wurde zum 1. Oktober 2010 in DanskeFærger A/S umbenannt. Zum gleichen Zeitpunkt wurde der Name Bornholmstrafikken durch BornholmerFærgen ersetzt.
Der Verkehrsvertrag zum Betrieb der drei Verbindungen nach Bornholm mit Danske Færgen lief Ende August 2018 aus. Die Neuausschreibung 2017 gewann die dänische Reederei Molslinjen. Seit dem 1. September 2018 bietet Molslinjen den Fährverkehr zur Insel Bornholm unter dem neuen Namen Bornholmslinjen an.

## Ehemalige Fährlinien und -schiffe

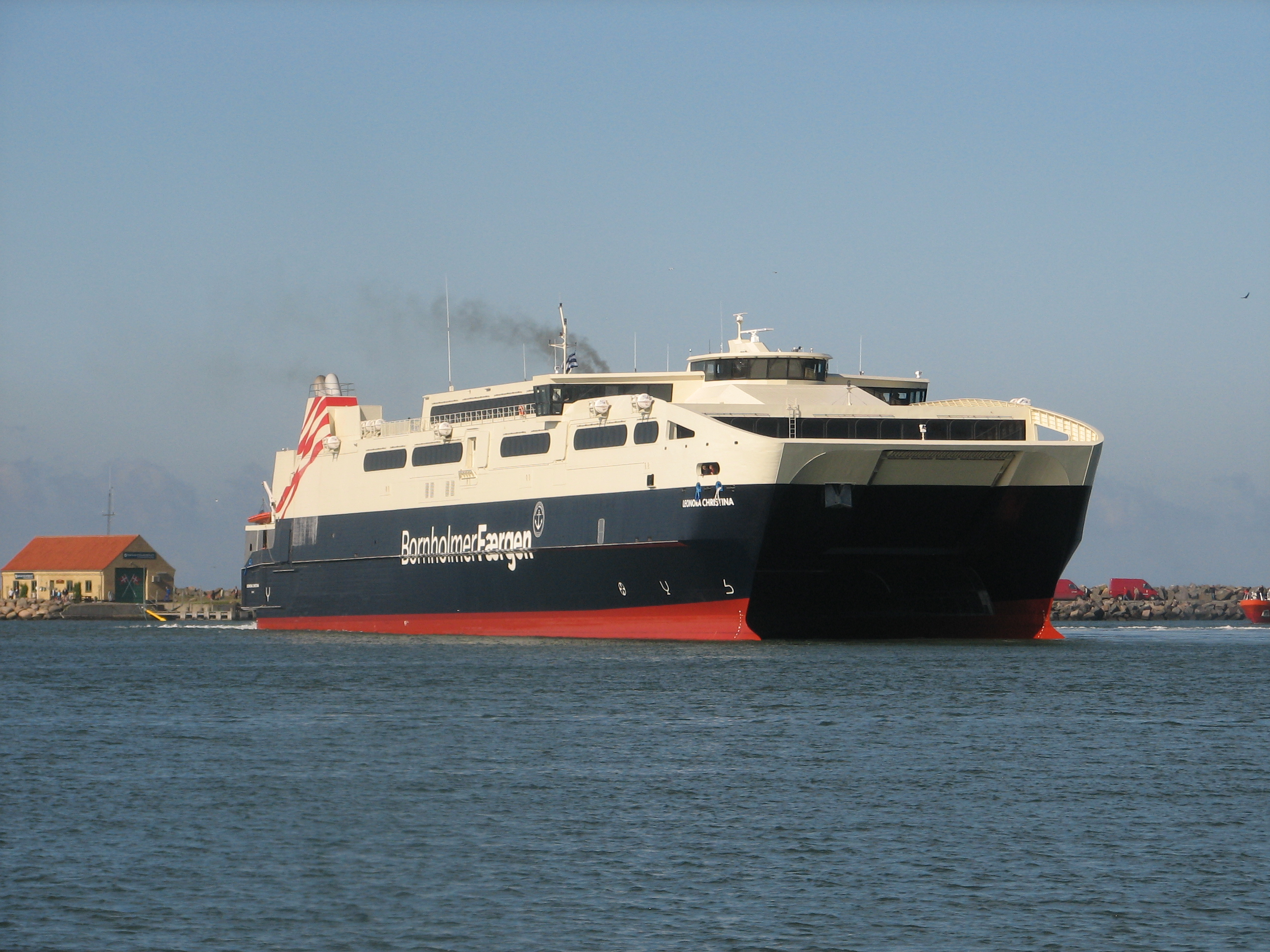
Katamaran Leonora Christina

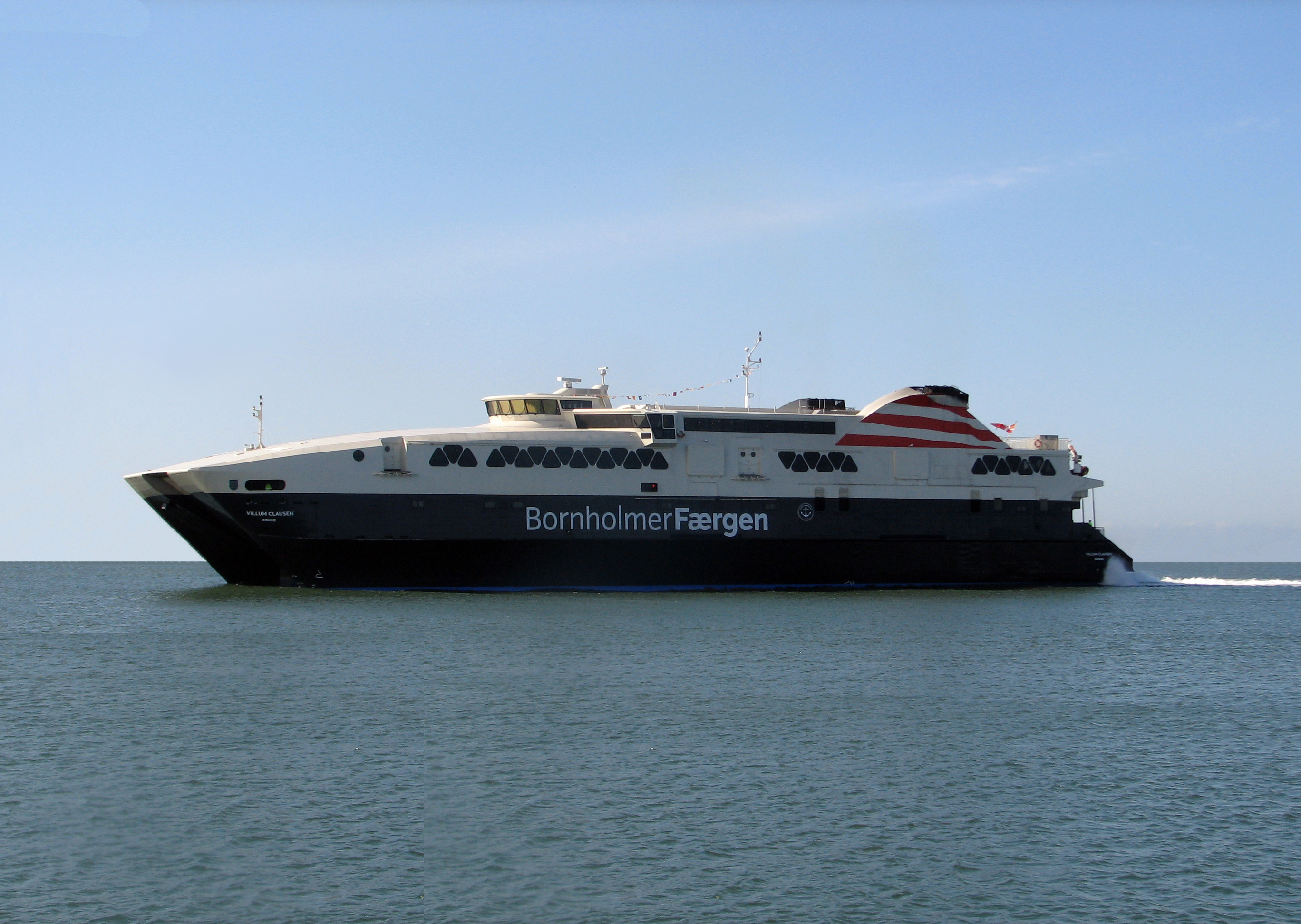
Katamaran Villum Clausen

### Linien
- Ystad ↔ Rønne; mehrmalige tägliche Bedienung mit konventionellen Fähren sowie der Schnellfähre Leonora Christina
- Køge ↔ Rønne; tägliche Bedienung mit konventionellen Fähren (Abend-/Nachtfahrten)
- Sassnitz ↔ Rønne; Bedienung von April bis Oktober mit konventionellen Fähren (in der Nebensaison dreimal wöchentlich, in der Hauptsaison bis zu zweimal täglich)

### Fährschiffe
- Leonora Christina (2011–2018): Schnellfähre/Katamaran; benötigte für die Strecke von Rønne nach Ystad nur 80 Minuten
- Villum Clausen (2000–2018): Schnellfähre/Katamaran; benötigte für die Strecke von Rønne nach Ystad nur 75 Minuten
- Hammerodde (2005–2018): RoPax-Fähre; verkehrte auf den Routen Rønne–Køge und Sassnitz–Rønne
- Povl Anker (1978–2018): RoPax-Fähre; verkehrte auf den Routen Ystad–Rønne und Sassnitz–Rønne